# Lago Nicoletti
Il lago Nicoletti è un lago artificiale ad uso irriguo e industriale della provincia di Enna creato mediante la costruzione di una diga sul fiume Dittaino, tra le città di Leonforte ed Enna.
La costruzione della diga e riempimento dell'invaso sono avvenute tra il 1969 e il 1972 La sua gestione venne affidata all'Ente di sviluppo agricolo. Il lago ha una capacità massima di 19,3 milioni di metri cubi di acqua e si trova all'altezza di 373 m.s.l.m..

## Attività

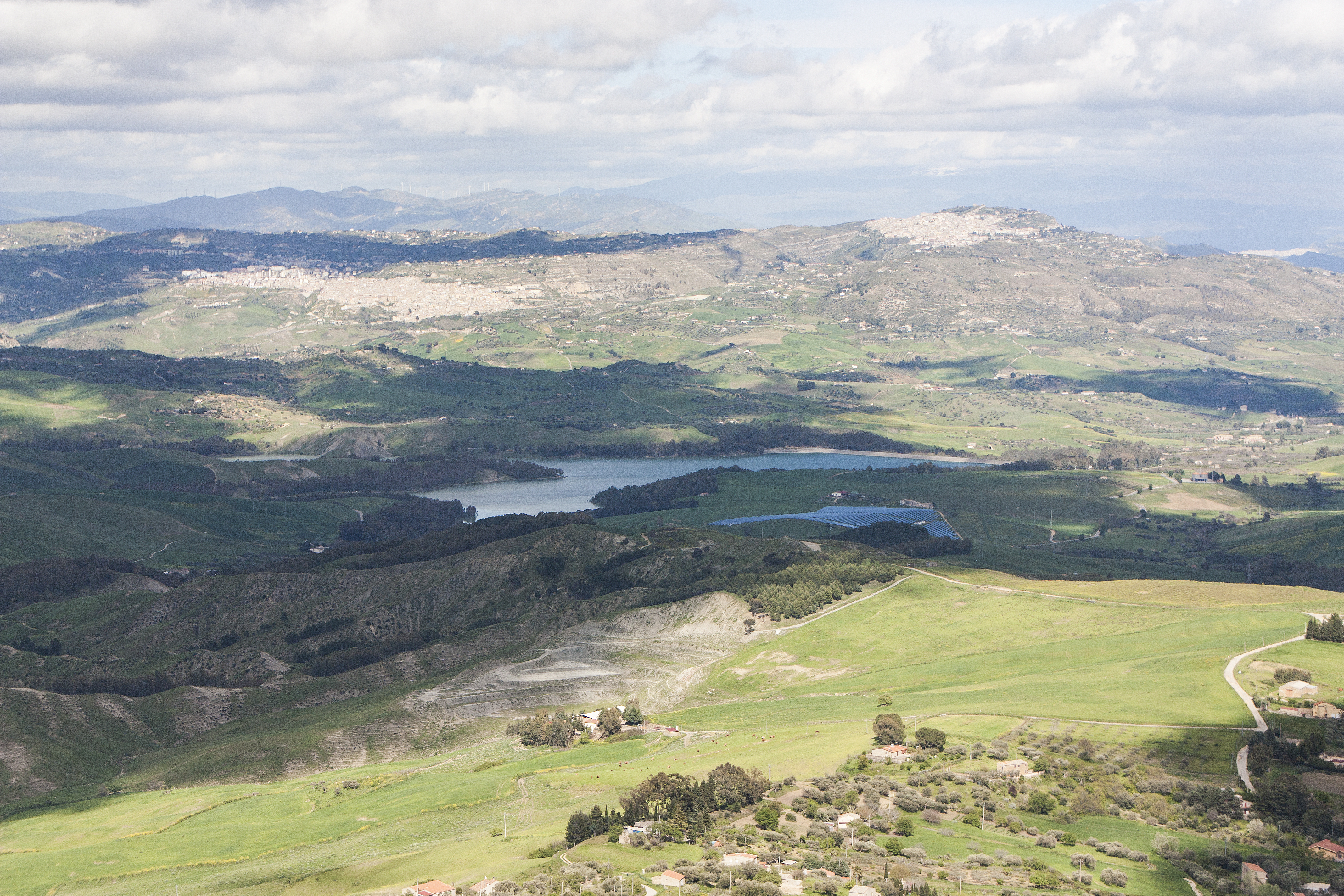
Il lago

È assai noto in ambito regionale grazie alle tante attività che vi si praticano, tra cui particolarmente floride sono la pesca e gli sport acquatici (canoa, surf,sci nautico  e molti altri).

### Idroscalo
Nel 2007 è stato inoltre inaugurato nel lago l'idroscalo che utilizzava come pista di atterraggio e decollo proprio la superficie del lago, e vi transitavano gli idrovolanti anfibi, piccoli aerei in grado di sfruttare come piste sia quelle ordinarie in calcestruzzo che l'acqua. L'infrastruttura tuttavia da tempo non è più operativa.

## Fauna e flora
Nel lago sono presenti diverse specie ittiche tra cui: lucci, persici trota, persici reali, carpe, pescigatto, carassi, alborelle.
Attorno alle rive la vegetazione bassa e la scarsità di alberi offrono poca ombra nei mesi più caldi.

## Cultura

### Musica
Nel 2008 il gruppo musicale britannico Coldplay ha girato delle riprese sulle sponde del lago, poi scartate, per il videoclip di Violet Hill (dall'album Viva la vida or Death and All His Friends).